# A Naruto szereplőinek listája

A Naruto főszereplői az Első rész anime-adaptációjában. Első sor: Aburame Sino, Hjúga Nedzsi, Haruno Szakura, Uzumaki Naruto, Ucsiha Szaszuke, Nara Sikamaru, Akimicsi Csódzsi. Közpéső sor: Tenten, Jamanaka Ino, Hjúga Hinata, Inuzuka Kiba és leghátul: Rock Lee

Ez a lista Kisimoto Maszasi Naruto című manga- és animesorozatának szereplőit mutatja be. A sorozat története egy kitalált világban játszódik, ahol számos föld verseng a hatalom megszerzéséért. Ezek a földek erőfölényüket olyan nindzsák kiképzésével próbálják biztosítani, akik természetfeletti erőket is képesek bevetni a harc során. A Naruto története két nagyobb részre osztható, melyeket egyszerűen az Első rész és a Második rész a címet viselik. A Második rész cselekménye két és fél évvel az Első rész vége után játszódik. A sorozat egy csoport fiatal nindzsa életét és kiképzését követi nyomon Avarrejtek falujában.
A sorozat címadó szereplője Uzumaki Naruto, egy energiától duzzadó és heves kamasz nindzsatanonc, aki egyszer hokage, Avarrejtek vezetője akar lenni. Narutót a kiképzés elején a 7-es Csapatba osztják be, ahol megismerkedik Ucsiha Szaszukéval, az Ucsiha klán hallgatag de rendkívül tehetséges tagjával; Haruno Szakurával aki gyengéd érzelmeket táplál Szaszuke iránt, emellett felkelti Naruto érdeklődését is; valamint Hatake Kakasival, a csoport csendes és titokzatos vezetőjével. A történet előrehaladtával Naruto még számos nindzsával ismerkedik meg Avarrejtek falujából és azon kívülről, köt sokukkal barátságot. A barátok mellett számos ellenféllel is szembe kell szállnia, köztük Orocsimaruval, Avarrejtek egyik egykori nindzsájával, aki falujának elpusztításán mesterkedik; valamint az Akacuki nevű bűnszervezet képzett nindzsáival.
A sorozat készítése közben Kisimoto három főszereplője a további háromfős csapatok vázlatául is szolgáltak azok megformálásakor. Kisimoto továbbá több más sónen-manga szereplőjét használt fel kiindulási alapnak, mikor megtervezte sajátjait; mellyel több anime- és mangakiadó rosszallását váltotta ki. Mindemellett Kisimoto pozitív visszajelzéseket is kapott szereplőivel kapcsolatban, mivel azok a korábbi sónen-szereplők legjobb tulajdonságait ötvözik magukban, bár több kiadó is kétségbe vonta a szereplők önálló fejlődését a számos sztereotip jegy miatt. A szereplők külső megjelenése egyaránt váltott ki pozitív és negatív kritikákat.

## A szereplők megalkotása és az alapelgondolás
Kisimato Maszasi a Naruto szereplőinek megalkotásakor más sónen-mangákból merített ihletet, de egyben megpróbálta egyedivé is tenni saját figuráit. Kisimoto szereplőire Torijama Akira Dragon Ball-sorozata és szereplői gyakorolták a legnagyobb hatást, így Uzumaki Naruto személyiségének a Dragon Ball főhősének, Son Gokunak örökmozgó és pajkos természete volt az alapja. Naruto ellensúlyozására Kisimoto egy hűvös természetű „zsenit” szeretett volna, mivel véleménye szerint éppen ez a személyiség testesíti meg a rivális szereplő archetípusát. Több manga tanulmányozása után végül megalkotta Ucsiha Szaszukét. Főhősnője megalkotása során azonban már korántsem rendelkezett ilyen konkrét elképzelésekkel. „Nincs határozott képem róla, hogy milyennek kellene lenni egy hősnőnek.” – ismerte el Kisimoto. Haruno Szakurát Kisimoto végül energikus és csélcsap személyiségjegyekkel ruházta fel. A továbbiak során ez az első három főszereplő szolgált mintaként a Naruto három nindzsatanonc-csoportjának megalkotásához.
A főszereplők felosztása a különböző csapatok között azt a célt szolgálta, hogy így mindegyik csoportot külön légkör lengje körül. Kisimoto azt akarta, hogy a csapatok minden tagja „szélsőséges” legyen, egyes adottságokban és területen kiváló, másokban viszont teljesen tehetségtelen. Ez a megközelítés azt a célt szolgálta, hogy egy csapat tagjai saját, személyes tehetségüket kihasználva, egymást kiegészítve küzdjék le az akadályokat. Kisimoto szerette volna száműzni sorozatból azt a képet, mely a Japánban népszerű tokuszacu-féle televíziós sorozatok szuperhőseit és harcosait jellemezte, hogy egy csapat minden tagja egyformán tökéletes. Kisimoto a különböző szereplők különböző szerepeit a szerepjátékokhoz és karaktereikhez hasonlított, melyek így egyediek és jobban kitűnnek a többik közül.
Kisimoto történetében az ellenfelek ellensúlyozzák a szereplők erkölcsi értékeit. Megalkotásukkor központi tényező volt eme különböző értékrendek hangsúlyozása, olyannyira, hogy maga a tényleges harc szinte a háttérbe szorult mögötte. Külső megjelenésük megalkotásakor fontos volt, hogy jól megkülönböztethetőek legyenek a többi szereplőtől, még heves harci jelenetek közben is. Kisimoto nyilatkozata szerint az ellenfelek megalkotásakor az alapkoncepció része volt, hogy minél rikítóbbak és feltűnőbbek legyenek, és így egyben emlékezetesebbek is.
A szereplők rajzolása közben Kisimoto öt munkafázist követett: alapkoncepció és piszkozatok, vázlat, tusrajz, árnyékolás és színezés. Ezeket a lépéseket elsősorban a tankóbon-kötetek és a Súkan Sónen Jump (angol nyelvterületen gyakran Weekly Shōnen Jump) borítórajzai, valamint más színes illusztrációk elkészítésekor követte. A rajzok elkészítéshez használt eszközeit Kisimoto csak alkalmanként változtatta. A Súkan Sónen Jump egyik borítójának elkészítésekor például festékszórót használt, de mivel ez a módszer sok utómunkálatot kívánt, többet nem alkalmazta.

## A sorozat főszereplői
A Naruto főszereplői a 7-es Csapat tagjai, Avarrejtek falujának lakói. Miután Ucsiha Szaszuke elhagyja a falut az Első rész végén, a csapat feloszlik. A Második rész folyamán a csapat két új taggal, Szaijal és Jamatóval újjáalakul. Szai Szaszuke pozícióját foglalja el, Jamato pedig Kakasit helyettesíti egy ideig, majd annak visszatérése után is a csapattal marad.

### Uzumaki Naruto
Uzumaki Naruto (うずまきナルト; Hepburn: Naruto Uzumaki) a sorozat főhőse. Naruto volt az első szereplő akit Kisimoto megalkotott a sorozat számára. Naruto sok más sónen-szereplőt és azok karakterjegyeit egyesíti magában, köztük legmarkánsabban Son Goku, a Dragon Ball főszereplőjének hatása figyelhető meg benne. A sorozatban Naruto célja, hogy egyszer hokage váljék belőle, Avarrejtek falujának vezetője. Mivel Naruto teste azt a kilencfarkú rókadémont tartja fogságban, ami Naruto születésekor megtámadta Avarrejteket, emiatt a falu lakosai kiközösítették a fiút. Naruto hátrányos megkülönböztetését vidám és féktelen természetével ellensúlyozta és a történet előrehaladtával számos idegen és falujabeli nindzsával köt barátságot. Kapcsolata különösen szorosra, testvérire fonódik egyik csapattársával, Ucsiha Szaszukéval. A Második rész végén (700. fejezetben) teljesül az álma ő lesz a hetedik hokage (hetedik tűzárnyék). Két gyermeke is születik Hjúga Hinatától, az egyik Uzumaki Boruto, a másik Uzumaki Himavari.
Az eredeti animében Naruto hangját kölcsönző szeijú Takeucsi Dzsunko, angol szinkronhangja Maile Flanagan. A Jetix magyar változatában Naruto Kilényi Márk Olivér, az Animax-en sugárzott magyar változatban pedig Előd Botond hangján szólal meg.

### Ucsiha Szaszuke
Ucsiha Szaszuke (うちはサスケ; Hepburn: Sasuke Uchiha) a 7-es Csapat egyik tagja. Kisimoto Naruto riválisának alkotta meg, egy „rideg zseninek” mely tulajdonság az író szerint a tökéletes riválist jellemzi. Szaszuke egyike klánja még élő tagjainak, a családjával saját testvére, Ucsiha Itacsi végzett. Szaszuke rideg és elzárkózó személyiség, akinek egyetlen célja, hogy megbosszulja családja halálát és végezzen testvérével. A sorozat elején a csapattársaival való kialakuló kapcsolatai, különösen Uzumaki Narutóval némiképpen háttérbe szorítják ezt a bosszúvágyat. Az Első rész folyamán Szaszuke a testvérével való párharc során megalázó vereséget szenved, ami miatt elhagyja a falut, hogy az Orocsimaru nevű bűnözőtől szerezze meg azt a hatalmat, ami képessé teheti testvére legyőzésére. Csapattársai megpróbálják elszakítani barátjukat Orocsimarutól, mely a Második rész egyik jelentős eseménysorozata. Szintén a Második részben (700. fejezet) hozzá megy Haruno Szakurához és születik egy gyereke Ucsiha Szarada.
Az eredeti animében Szaszuke hangját kölcsönző szeijú Szugijama Noriaki, angol szinkronhangja Yuri Lowenthal. A Jetix és az Animax által sugárzott magyar változataiban egyaránt Szaszuke Pálmai Szabolcs hangján szólal meg.

### Haruno Szakura
Haruno Szakura (春野サクラ; Hepburn: Sakura Haruno) a 7-es Csapat egyetlen lány tagja. Kisimoto a sorozat hősnőjének szánta Szakurát, bár saját bevallása szerint nem igazán volt róla határozott elképzelése, hogy milyennek is kellene lennie egy ideális hősnőnek. Kisgyermekként Szakurát sok társa csúfolta, részben magas homloka miatt, mely adottságát Kisimoto hangsúlyozottan kiemelte a lány megjelenésében. Egyetlen gyermekkori barátja Jamanaka Ino volt. Idővel azonban a két barátnő egyre jobban eltávolodott egymástól, elsősorban azért mivel mindketten gyengéd érzelmeket tápláltak Ucsiha Szaszuke iránt. Az Első rész folyamán Szakura belehabarodik Szaszukéba és elutasítja Uzumaki Naruto közeledését. Miután Szaszuke elhagyja a falut, eltökéli, hogy meg fog erősödni és Cunadéval kezd edzeni. A Második részben már látványosan fejlődést mutat a kemény edzések hatására és Narutóval szemben is sokkal nyitottabbnak mutatkozik.
Az eredeti animében Szakura hangját kölcsönző szeijú Nakamura Csie, angol szinkronhangja Kate Higgins. A Jetix magyar változatában Szakura Urbán Andrea, az Animax által sugárzott magyar változatnak az első és második évadában Csondor Kata hangján szólal meg, a harmadik évadtól pedig Wégner Judit a magyar hangja.

### Hatake Kakasi
Hatake Kakasi (はたけカカシ; Hepburn: Kakashi Hatake) a 7-es Csapat vezetője, Naruto, Szaszuke és Szakura mestere. Kisimoto eredeti tervei szerint előbb szerette volna bemutatni Kakasit a sorozatban, mint ahogyan erre végül sor került. Az író lezser személynek alkotta meg őt, aki képes kordában tartani a 7-es Csapatot. Kakasi nem különösebben veszi komolyan vezetői szerepét, és rendszeresen elkésik. Egy melléktörténet tanulsága szerint, ez a hozzáállása annak az eredménye, hogy egykor szemtanúja volt egy csapattársa, Ucsiha Obito halálának. Obito halála előtt Kakasinak adta Saringan-szemét, de Kakasi emellett több tulajdonságát is felvette a baleset után, köztük azt is, hogy mindig elkésik. Obito Saringan-szemének köszönhetően Kakasi nindzsaként igen nagy hírnévre tett szert és Kakasi, „a másoló nindzsa” (コピー忍者のカカシ; Kopí Nindzsa no Kakasi) becenevet kapta. Bár Kakasi a 7-es Csapat mind a három tagjának mentora, a történet előrehaladtával elsősorban Szaszuke kiképzésével kezd foglalkozni, akinek megtanítja a Csidori-technikát is. Ennek ellenére nem lesz képes megakadályozni Szaszuke távozását a faluból és Orocsimaruhoz való csatlakozását. Ezek után a második részben Narutónak segédkezik, egy új "S" szintű dzsucu létrehozásában, Jamato segítségével. Ezek után Hatake Kakasi, Haruno Szakura és Uzumaki Naruto majdnem egyazon szinten állnak majd, és megalapítják a "Kakasi" csapatot, amin mindegyiküket, (Kivéve Narutót) dzsóninként kezelnek.
Az eredeti animében Kakasi hangját kölcsönző szeijú Inoue Kazuhiko, angol szinkronhangja Dave Wittenberg. A Jetix és az Animax által sugárzott magyar változataiban egyaránt Kakasi Crespo Rodrigo hangján szólal meg, majd az Animax által sugárzott változat ötödik évadtól pedig Holl Nándor a magyar hangja.

## Negatív szereplők

### Orocsimaru
Orocsimaru (大蛇丸; Hepburn: Orochimaru) a sorozat egyik legfőbb negatív szereplője. Orocsimaru vékony testalkatú, bőre pedig sápadt, mellyel Kisimoto ki akarta hangsúlyozni a szereplő negatív mivoltát és látványosan megkülönböztetni a főhősöktől. Orocsimaru egykor Avarrejtek falujának nindzsája és a harmadik hokage tanítványa volt. A faluban töltött ideje alatt csapattárasaival, Dzsiraijával és Cunadéval Avarrejtek legerősebb harcosai voltak. A halhatatlanság megszerzése utáni megszállottsága azonban odáig fajult, hogy kísérleteket kezdett folytatni faluja más nindzsáin. Végül elmenekült Avarrejtekből és csatlakozott az Akacuki nevű bűnszervezethez. Miután rátámadt Ucsiha Itacsira, az Akacuki egy másik tagjára, elhagyta a bűnszervezetet is és megalapította saját faluját, Hangrejteket, hogy onnan próbálja elpusztítani egykori otthonát. Orocsimaru úgy érte el az áhított halhatatlanságot, hogy tudatát újabb és újabb gazdatestekbe helyezi át. A sorozatban az új gazdatestek, köztük Ucsiha Szaszuke testének a megszerzése Orocsimaru cselekedeteinek legfőbb hajtóereje.
Mivel Orocsimaru gyakran váltogatja gazdatesteit és megjelenését az animében több szinkronszínész is kölcsönözte neki a hangját. Az eredeti japán változatban legtöbbször Kudzsira, fű nindzsaként női testben való megjelenései alkalmával Jamagucsi Juriko, egy másik fiatal női testben való megjelenésekor Kodzsima Szacsiko, gyermekként pedig Jamagucsi Majumi hangján szólal meg. Az angol változatban általában Steven Jay Blum, fű nindzsakánt Mary Elizabeth McGlynn, fiatal női testben való megjelenésekor Michelle Ruff kölcsönözte Orocsimaru hangját. A Jetix és az Animax által sugárzott magyar változatban egyaránt Orocsimaru Láng Balázs hangján szólal meg, akit a Naruto 169. részétől Maday Gábor helyettesített. Orocsimaru fű nindzsaként a Jetix magyar változatában Kerekes Andrea, az Animax által sugárzott magyar változatban pedig Zborovszky Andrea, fiatal női testben való megjelenésekor Kiss Virág hangján szólalt meg.

### Akacuki
Az Akacuki (暁; Hepburn: Akatsuki) egy gonosz nindzsákból álló bűnszervezet, akik a Naruto főhőseinek legfőbb ellenfeleik. Az Akacuki célja, vezetőjük, Pain egyszerű megfogalmazásában a világuralom, melyet a farkas démonok befogása útján kíván elérni. Az Akacuki tagjai olyan nindzsák, akik elhagyták falujukat és immár S osztályú bűnözőknek, a Naruto világának legerősebb és legkeresettebb nindzsáinak számítanak. A bűnszervezet mindenkori tíz tagja kétfős sejtekben működnek. Egyenruhájuk egy hosszú, magas gallérú sötét kabát melyet vörös felhők díszítenek. Leszámítva egyetlen alkalmat, melyben az Akacuki két tagja Ucsiha Itacsi és Hosigaki Kiszame megpróbálták elfogni az Uzumaki Naruto kilencfarkú rókadémonját, a szervezet tagjai nem szerepelnek az Első rész történeteiben. Aktív szereplői a cselekménynek csupán a Második rész során lesznek, melyben elfogják Gárát és megszerzik a testében lakó egyfarkú démont, Sukakut, valamint további démonok után kezdenek kutatni.

## Egyéb szereplők

### 8-as Csapat
A 8-as Csapat Avarrejtek nindzsáinak egy csoportja, akiknek Juhi Kurenai a vezetője. A 8-as Csapat tagjai egyéni különleges képességeik miatt elsősorban nyomkövetők és nyomolvasók. A Második rész folyamán a 8-as Csapat Kurenai kivételével csatlakozik Uzumaki Narutóhoz és a 7-es Csapathoz, hogy felkutassák Ucsiha Szaszukét.

#### Inuzuka Kiba
Inuzuka Kiba (犬塚キバ; Hepburn: Kiba Inuzuka) a 8-as Csapat egyik tagja, aki számos, kutyákra jellemző tulajdonsággal és szokással rendelkezik, így rendkívül védelmezi csapattársait és rajong minden ételért amin „elrágódhat”. Tulajdonságai miatt nindzsa kutyájához (忍犬; Hepburn: ninken), Akamaruhoz is igen szoros kapcsolat fűzi, végtelenül hűséges hozzá és soha sem hagyná magára barátját a veszélyben. Kiba önfeláldozó gondoskodásáért Akamaru vele harcol a csaták során, valamint kifinomult érzékei is nagy segítséget jelentenek. Kiba különleges harci technikája révén a csaták előtt képes karmokat növeszteni és négykézláb futva gyorsasága is jelentősen megnő. Állatias képessége lehetővé teszi számára, hogy szaglóérzékét is felerősítse; a sorozat második felében már olyan szagnyomot is képes követni, melyet még a kutyák sem éreznek.
Az eredeti animében Kiba hangját kölcsönző szeijú Toriumi Kószuke, angol szinkronhangja Kyle Hebert. A Jetix által sugárzott magyar változat első évadában Czető Ádám, majd azt követő epizódokban pedig Baráth István hangján szólal meg. Az Animax által sugárzott magyar változatában szintén Kiba magyar hangja Baráth István maradt.

#### Akamaru
Akamaru (赤丸; Hepburn: Akamaru) Inuzuka Kiba nindzsa kutyája, legjobb barátja és állandó társa. A sorozat elején a még kölyök Akamarut Kiba a fején vagy a kabátjában hordja magával. A Második részre Akamaru már akkorára cseperedik, hogy már Kiba utazhat az ő hátán, de Kiba ezt a változást nem igazán érzékeli, mivel annyi időt töltenek együtt. Akamaru kifinomult szaglása, hallása az azon képessége, hogy érzékeli mások csakra-szintjét, nagy segítségére van Kibának a szorult helyzetekben. Akamaru a legkönnyebben úgy képes mások nyomát követni, ha levizeli a célszemélyt, és így erős szagnyomot hagy rajta. A harcok során Kibával kombinált dzsucut alkalmaznak, mely folyamán Akamaru Kiba klónjává alakul át.
Az eredeti animében Akamaru hangját kölcsönző szeijú Takeucsi Dzsunko, aki egyben Uzumaki Naruto szinkronhangja is, valamint Toriumi Kószuke, aki a Kiba-klónná átváltozott Akamaru hangja. Angol szinkronhangja Jamie Simone, átváltozott alakjában a Kibát is szinkronizáló Kyle Hebert.

#### Aburame Sino
Aburame Sino (油女シノ; Hepburn: Shino Aburame) a 8-as Csapat egyik tagja. Sino a rovarok megszállottja, minden szabadidejét befogásukkal és tanulmányozásukkal tölti; még beszélgetések során is gyakran él „bogaras” hasonlatokkal. A rovarokkal való, szó szerint bensőséges kapcsolat Sino egész családjára jellemző, az Aburame klán minden tagjába születésükkor különleges, úgynevezett „pusztító bogarakat” ültetnek. Cserébe, hogy a bogarak Sino testét kaptárként használhatják, engedelmeskednek a fiú minden parancsának. A harcok során Sino a bogarakat az ellenfelére uszítja, akik körülveszik és elszívják annak csakráját. Sino kegyelmet nem ismerő harci heve és szoros kapcsolata a bogarakkal a legtöbb szereplőt borzongással tölti el. Ennek ellenére Sino nagyon is törődik csapattársaival, és bántja ha nem tud segíteni nekik problémáik megoldásában.
Az eredeti animében Sino hangját kölcsönző szeijú Kavada Sindzsi, angol szinkronhangja a 23. és 24. epizódban Sam Riegal, minden továbbiban Derek Stephen Prince volt. A Jetix magyar változatának második évadában Sino Szabó Máté, az Animax által sugárzott magyar változatban pedig Szkárosi Márk hangján szólal meg.

#### Hjúga Hinata
Hjúga Hinata (日向ヒナタ; Hepburn: Hinata Hyūga) a 8-as Csapat önbizalomhiányban szenvedő tagja. Hinata mindig vonakodik kimondani a saját véleményét, fél bármi olyat tenni ami miatt összetűzésbe kerülne más akaratával és ez a küldetések során is problémát okoz. Visszahúzódó magatartása miatt, és amiért nem képes kiállni a maga igazáért apja, a Hjúga klán vezetője még kiskorában megtagadta őt, annak ellenére, hogy Hinata volt a legidősebb lánygyermeke. A fiatal lánynak ezután tanára, Júhi Kurenai viselte gondját. Kisimoto Maszasi eredetileg a Hjúga klán állandó tagjaként tervezte Hinata szereplését, de végül úgy döntött, hogy a lányból is nindzsa lesz. Nem sokkal első megjelenése után Hinata kemény edzésbe kezd, hogy legyőzze gyengeségét és hogy bizonyítsa rátermettségét apja előtt. Erőfeszítése az Első rész vége felé kezd megtérülni, mikor apja egyre több figyelmet szentel lánya kiképzésének haladására. Bár Hinata elsősorban magának akar bizonyítani, a kemény edzésekkel a sorozat főhősének, Uzumaki Narutónak a figyelmét is megpróbálja felkelteni. Naruto önbizalma és eltökéltsége a lányra is ösztönzően hat, de emellett reménytelenül bele is habarodik a fiúba és akárhányszor megpillantja, azonnal belepirul. Annak ellenére, hogy nem tudja összegyűjteni a bátorságát, hogy megvallja érzéseit Narutónak, a sorozat legtöbb szereplője (kivéve Narutót, aki a lány pironkodását egyszerűen csak „furának” találja) tudja hogyan érez iránta. Az animében hogy Hinata lenyűgözze Narutót, kifejleszt egy új harci technikát, amivel képes kivédeni mindent támadást, vagy megtámadni bármit, ami a kiterjesztett látókörébe esik. A Második részben be is vallja Narutónak az érzéseit, miközben megpróbálja megmenti őt Paintől.
Az eredeti animében Hinata hangját kölcsönző szeijú Mizuki Nana, angol szinkronhangja Stephanie Sheh. A Jetix magyar változatában Hinata Kántor Kitty, az Animax által sugárzott magyar változatban pedig Szabó Zselyke hangján szólal meg.

#### Júhi Kurenai
Júhi Kurenai (夕日紅; Hepburn: Kurenai Yūhi) a 8-as Csapat vezetője. Minden diákja közül Hinatához áll a legközelebb és a fiatal lány apja távollétében mint pótszülő gondoskodik róla és segít neki legyőznie bátortalanságát. Kurenai a sorozatban mindig Szarutobi Aszuma társaságában látható, ezért sok szereplő úgy gondolja, hogy ők ketten egy pár, bár ezt mindketten tagadják. A Második rész során kiderül, hogy Kurenai Aszuma gyermekével várandós, mely minden kétséget szétoszlatott kapcsolatuk mivoltáról. A harcok során Kurenai olyan illúziókkal zavarja össze az ellenfelét, melyek elsősorban növényekhez kapcsolódnak.
Az eredeti animében Kurenai hangját kölcsönző szeijú Ocsiai Rumi, angol szinkronhangja három epizódban Saffron Henderson, az azt követő részekben pedig Mary Elizabeth McGlynn. Az Animax által sugárzott magyar változatban Kurenai Sági Tímea hangján szólal meg.

### 10-es Csapat
A 10-es Csapat Avarrejtek nindzsáinak egy csoportja, akiknek Szarutobi Aszuma a vezetője. A csapat három tagjának, Akimicsi Csódzsinak, Nara Sikamarunak és Jamanaka Inónak az apja egykor szintén a 10-es Csapat tagjai voltak, ezért mindkét generáció az „Ino-Sika-Csó”-néven utalnak a csoportra. A Második rész folyamán Aszumát egy összetűzés során megölik az Akacuki tagjai, ezért egy rövid időre Hatake Kakasi veszi át a csapat vezetését, hogy együtt felkutassák Aszuma gyilkosait.

#### Akimicsi Csódzsi
Akimicsi Csódzsi (秋道チョウジ; Hepburn: Chōji Akimichi) a 10-es Csapat falánkságáról ismert tagjai, aki annyira szeret enni, hogy mindig tart magánál egy kis nassolnivalót. Annak ellenére, hogy tekintélyes mérete egyértelműen táplálkozási szokásaira vezethető vissza, Csódzsi ragaszkodik ahhoz a véleményéhez, hogy ő valójában nem kövér, csupán, magyarázatai egyike szerint, „nagy csontjai vannak”. Ha valaki kövérnek meri nevezni igen barátságtalan lesz és harci kedve is az egekbe szökik. Csódzsi legjobb barátja a csapatban Nara Sikamaru, akinek soha nem volt problémája Csódzsi testsúlyával, és elismeri a termetes fiatalember belső erejét. Ezért az odaadó magatartásáért Csódzsi még saját magát is feláldozná, hogy megmentse barátja életét. A harcok során Csódzsi képes testméretét megnövelni, mellyel arányosan ütéseinek ereje is megnő.
Az eredeti animében Csódzsi hangját kölcsönző szeijú Ito Kentaro, angol szinkronhangja Robbie Rist. A Jetix magyar változatában Csódzsi Kapácsy Miklós, az Animax által sugárzott magyar változatban pedig Pipó László hangján szólal meg, akit a Naruto 197. részétől Minárovits Péter helyettesített.

#### Nara Sikamaru
Nara Sikamaru (奈良シカマル; Hepburn: Shikamaru Nara) a 10-es Csapat egyik tagja. Megalkotója, Kisimoto Maszasi úgy nyilatkozott, hogy kedveli a szereplőt, annak lezser természete ellenére. Az író Sikamarut Ucsiha Szaszuke kontrasztjának nevezte, mivel mindkét szereplő kimagaslóan intelligens, de személyiségük gyökeresen különbözik. Sikamaru intelligenciáját bizonyítja, hogy a 10-es Csapat vezetője, Szarutobi Aszuma soha egyetlen sógi vagy go játékukban nem tudta legyőzni őt. Sikamaru nem csak a játéktábla mellett, de a leghevesebb harcok közben is képes összetett stratégiákat kigondolni, bár intelligenciája teljes kamatoztatásában lustasága sokszor visszafogja. Sikamaru csapattársa, Akimicsi Csódzsi régi barátja, akivel remekül kijönnek, mivel Sikamaru nem a kövér srácot látja Csódzsiban, hanem az embert. A harcok során Sikamaru képes megtöbbszörözni az árnyékát és azt ellenfele árnyékához társítani. Ezzel a technikával képes kontrollálni mások mozdulatait, de ezt az állapotot kis csakra tartaléka miatt nem tudja sokáig fenntartani.
Az eredeti animében Sikamaru hangját kölcsönző szeijú Morikubo Sovtaro (kivéve a 141. epizódot, melyben Canna Nobutosi szinkronizálta őt), angol szinkronhangja Tom Gibis. A Jetix és az Animax által sugárzott magyar változataiban egyaránt Sikamaru Morassi László hangján szólal meg.

#### Jamanaka Ino
Jamanaka Ino (山中いの; Hepburn: Ino Yamanaka) a 10-es Csapat egyetlen lány tagja és Haruno Szakura legjobb gyermekkori barátnője. A barátságot Szakura akkor szakította meg, mikor kiderült, hogy mindketten érdeklődnek Ucsiha Szaszuke iránt. Később ismét rendeződik kettejük kapcsolata, de a rivalizálás a két lány között továbbra is megmarad. Az animében, miután Szakura kezd kitűnni gyógyító technikájával, Ino Szakura segéde lesz, abban a reményben, hogy mint gyakorlott orvos-nindzsa nagyobb segítségére lehet barátainak és csapattársainak. A harcok során Ino tudatmódosító technikákat alkalmaz, mely során saját tudatát az ellenfél testébe helyezi át, és saját irányítása alá vonja azt.
Az eredeti animében Ino hangját kölcsönző szeijú Juzuki Rjóka, angol szinkronhangja Colleen O’Shaughnessey. A Jetix magyar változatában Ino Mics Ildikó, az Animax által sugárzott magyar változatban pedig Bogdányi Titanilla hangján szólal meg.

#### Szarutobi Aszuma
Szarutobi Aszuma (猿飛アスマ; Hepburn: Asuma Sarutobi) a 10-es Csapat vezetője, a harmadik hokage fia. Fiatal korában az apja és ő közötte nézeteltérések léptek fel, ezért egy időre el is hagyta Avarrejteket. Apjával még annak halála napjáig sem sikerült teljesen kibékülnie. Aszuma a sorozatban általában cigarettával a szájában látható, ettől a szokásától csak akkor tér el ha valami különösen súlyos gond nyugtalanítja, ilyen eset volt például az apja, illetve az egyik barátja, Csiriku (地陸; Hepburn: Chiriku) halála is. Diákjai közül Aszuma Nara Sikamaruhoz áll a legközelebb, akivel gyakran játszanak sógit, vagy gót. Aszumával gyakran látható együtt Júhi Kurenaijal, a 8-as Csapat vezetőjével, ezért a sorozat több szereplője azt gyanítja, hogy ők ketten egy pár. Ezt azonban mindketten tagadják és azonnal el is próbálják terelni a szót a témáról. A Második rész során végül kiderült, hogy Kurenai Aszuma gyermekével várandós. A harcok során Aszuma különleges bokszereket használ, melyeket megtölt szél típusú csakrájával. Ennek hatására a pengék hossza megnő és akár egy sziklát is könnyedén képes átszúrni velük. Miután Aszuma a Hidannal, az Akacuki egyik tagjával vívott ütközet során életét veszti, fegyverei Sikamaru birtokába kerülnek, aki ezekkel bosszulja meg Aszuma halálát.
Az eredeti animében Aszuma hangját kölcsönző szeijú Kosugi Dzsúróta, angol szinkronhangja Doug Erholtz. A Jetix magyar változatának harmadik és a negyedik évadában Juhász Zoltán, az Animax által sugárzott magyar változatban pedig Fellegi Lénárd hangján szólal meg.

### Gai Csapat
A Gai Csapat Avarrejtek nindzsáinak egy csoportja, akiknek Maito Gai a vezetője. A Gai Csapat elsősorban a fizikai támadásokra és különböző fegyverek használatára specializálódott. A csapat tagjai egy évvel idősebbek a falu más csapatainak harcosaihoz képest, mivel Gai úgy döntött egy évvel később teszik le a vizsgát, hogy elérjék a csúnin rangot. A Második rész folyamán a Gai Csapat csatlakozik a 7-es Csapathoz, hogy együtt próbálják megmenteni Gárát az Akacuki nevű bűnszervezettől.

#### Rock Lee
Rock Lee (ロック・リー; Rokku Rí) a Gai Csapat egyik tagja és annak vezetőjének, Maito Gai-nak a kedvenc diákja. Gai szabadidejében is sokat edz Lee-vel, akinek az a célja, hogy olyan elismert nindzsa váljék belőle, aki csak taidzsucu technikákat alkalmaz. Lee Gai több jellemi tulajdonságát is átvette a tréninget során, így annak kitartását és állhatatosságát is. Gai több igen erős és tiltott technika használatát is megtanította Lee-nek, de mivel ezek a technikák, mint például a csakrarendszer Nyolc Kapuja, a fiú számára is veszélyesek lehetnek, Lee csak a legvégső esetben alkalmazhatja őket. Az eredeti, japán nyelvű mangában és animében, Lee gyakran használja a „szan”, „kun” és más megszólítási formákat, míg az angol változatban sosem használ egyszerűsített nyelvtani formákat.
Az eredeti animében Lee hangját kölcsönző szeijú Maszukava Joicsi, angol szinkronhangja Brian Donovan. A Jetix és az Animax által sugárzott magyar változataiban egyaránt Lee Kossuth Gábor hangján szólal meg.

#### Hjúga Nedzsi
Hjúga Nedzsi (日向ネジ; Hepburn: Neji Hyūga) a Gai Csapat egyik tagja, a Hjúga klán csodagyermeke. Mivel Nedzsi a klán egyik mellék ágából származik, még természet adta tehetsége ellenére sem sajátíthatja el a klán titkos harci technikáit. Nedzsi ezért a megkülönböztetésért gyűlöli a klán fő ágát, és ha alkalma nyílik rá szóban és akár fizikailag is támadja annak tagjait. Nedzsi fatalista életfilozófiát tud magáénak, véleménye szerint az egyén nem menekülhet saját sorsa elől, és aki gyengének született az gyenge is marad. Miután egy harc során vereséget szenved Uzumaki Narutótól, aki ezzel bebizonyítja, hogy mindenki maga irányítja a sorsát és azzá válhat akivé akar, Nedzsi átértékeli korábbi meggyőződését. Elhagyja az eleve elrendeltetett sorsba vetett rögeszméjét, eltökéli meg fog erősödni, hogy soha többé ne maradjon alul egy harc során. Megpróbálja rendezni megromlott viszonyát a klán fő ágával is, melynek eredményeként az Első rész végén már a ház fejével együtt edz.
Nedzsi született tehetségét a sorozat folyamán többször is bizonyítja; már bemutatkozása alkalmával is kitűnik a Dzsúkenben (柔拳, ’Szelíd ököl’) való jártasságával, mellyel közvetlenül az ellenfél belső szerveit tudja támadni. Bár magát a technikát sosem tanulta, Nedzsi képes volt könnyedén lemásolni azt pusztán megfigyelés alapján. A további történetek során Nedzsi tovább csiszolja ezen képességét, és a lemásolt technikákat tovább finomítja és kijavítja hibáikat. Egyik példa erre a Bjakugan, egy olyan technika, mely 50 méteres körzetben közel 360-fokos látómezőt biztosít használója számára. Nedzsi azon dolgozik, hogy kiküszöbölje ennek a látómezőnek a vakfoltját és megnövelje a technika látótávolságát.
Az eredeti animében Nedzsi hangját kölcsönző szeijú Tócsika Kóicsi, angol szinkronhangja Steve Staley. Nedzsi gyermekkori megjelenései alkalmával japán szinkronhangja Nemoto Keiko, angol szinkronhangja Wendee Lee. A Jetix és az Animax által sugárzott magyar változataiban egyaránt Nedzsi Sörös Miklós hangján szólal meg.

#### Tenten
Tenten (テンテン) a Gai Csapat egyetlen lány tagja, aki tántoríthatatlanul hisz abban, hogy a nők ugyanolyan képzett és tehetséges nindzsák lehetnek, mint a férfiak. Tenten csupán néhány jelenetben szerepel a sorozatban, a mangában az Első rész során vívott harcából az animében csak annak kezdete és a végén Tenten veresége látható. Kevés szereplése ellenére karakterdizájn tekintetében Tenten Kisimoto Maszasi kedvenc női szereplője. A harcok során Tenten számos távolsági és közelharcra alkalmas fegyvert vet be, a sorozat második részében még robbanószereket is. A különböző fegyvereket megidézni is képes és ezekkel dobálja meg és rohanja le ellenfeleit. Tenten ezzel a technikájával edz közösen Hjúga Nedzsivel, mikor az védekező készségeit fejleszti.
Az eredeti animében Tenten hangját kölcsönző szeijú Tamura Jukari, angol szinkronhangja Danielle Judovits. A Jetix magyar változatában Tenten Mezei Kitty, az Animax által sugárzott magyar változatban az első és második évadban Zsigmond Tamara hangján szólal meg, a harmadik évadtól pedig Mezei Kitty a magyar hangja.

#### Maito Gai
Maito Gai (マイト・ガイ; angol nyelvterületen Might Guy) a Gai Csapat vezetője, aki a legtöbb idejét kedvenc diákjának, Rock Lee-nek a felkészítésével tölti. Gai zöld overált hord és fényes gombafej frizurát visel, mely megjelenést a mesterét utánzó Lee is lemásolt. A tanítvány Gai külső megjelenésén kívül annak belső személyiségjegyeit is átvette, így Gai „az Én szabályaim”-filozófiáját, melynek része, hogy az elkövetett hibákért saját maga számára szab ki büntetést abban a hitben, hogy az erősebbé teszi. A sorozat alkotóját, Kisimoto Maszasit Gai szenvedélyes természete egyik volt testnevelőtanárjára emlékezteti, bár az író kihangsúlyozta, hogy nem tanára szolgált mintául Gai figurájának megalkotásakor.
A harcok során Gai elsősorban fizikai támadásokat alkalmaz, melyeket Lee-nek is igyekszik megtanítani. Lee azért kénytelen ezekre a támadásokra szorítkozni, mert nem képes másfajta technikákat alkalmazni, Gai azonban csupán elhatározása alapján nem vet be más harci technikákat. Mikor Gai nem Lee edzésével van elfoglalva, gyakran látható „riválisa”, Hatake Kakasi társaságában. Bár a sorozat folyamán Kakasi soha nem mutatott érdeklődést ennek a rivalizálásnak a fenntartásában, ez a magatartás csak még jobban feltüzeli Gai-t, hogy végre legyőzze Kakasit.
Az eredeti animében Gai hangját kölcsönző szeijú Ebara Maszasi, angol szinkronhangja Skip Stellrecht. A Jetix magyar változatában Gai Stern Dániel, az Animax által sugárzott magyar változatban pedig Varga Rókus hangján szólal meg.

### Hokagék
A hokage (火影, ’tűzárnyék’) Avarrejtek vezetőjének titulusa. A sorozat folyamán hét hokage tűnik fel, akik tiszteletére a falu lakói arcvonásaikat a falu fölé magasodó hegybe vésve örökítették meg. Az első hokage (初代火影; sodai hokage, ’alapító tűzárnyék’) Szendzsu Hasirama volt, aki Ucsiha Madarával együtt alapította meg Avarrejteket és egyedülálló fa típus-képességével teremtette meg a fákat, melyek ehhez szükségesek voltak. Vezetési módszere példa értékű volt az őt követő hokagék számára is. Hasiramát öccse követte mint második hokage (二代目火影; nidaime hokage, ’második tűzárnyék’), akitől a vezetői tisztségét annak egyik tanítványa, Szarutobi Hiruzen örökölte meg és lett a harmadik hokage (三代目火影; szandaime hokage, ’harmadik tűzárnyék’). Hosszú uralkodása után a harmadik lemondott tisztségéről Namikaze Minato, a negyedik hokage (四代目火影; jondaime hokage, ’negyedik tűzárnyék’) javára, de annak halálával a kilencfarkú rókadémon támadásakor a vezetői pozíció ismét visszaszállt rá. A sorozat kezdetekor a harmadik hokage a falu vezére, de egykori diákja, Orocsimaru megöli őt, amikor Homokrejtek és Hangrejtek faluja megtámadja Avarrejteket. Halála után egy diákja, Cunade lett a falu vezetője, az ötödik hokage (五代目火影; godaime hokage, ’ötödik tűzárnyék’). Később Cunade a Pain elleni támadás után kómába esik. Emiatt Danzót nevezik ki az ideiglenes hatodik hokagénak (六代目火影; rokudaime hokage, ’hatodik tűzárnyék’). A hivatalba lépéséhez a falu dzsóninjainak beleegyezése is kell. Ezt azonban soha nem kapja meg, a későbbiekben életét veszti a Szaszuke elleni harcában.
Uzumaki Naruto hetedik hokage hetedik tűzárnyék a negyedik hokage fia Namikaze Minatonak. (Narutonak ezzel a címmel egy álma vált valóra)

#### Szendzsu Hasirama
Szendzsu Hasirama (千手柱間; Hepburn: Hashirama Senju) eredetileg a Szendzsu klán vezetője volt és az Ucsiha klán és vezetőjük, Ucsiha Madara ellensége. A két klán végül békét kötött egymással, majd Hasirama és Madara közösen megalapította Avarrejteket. A Hasirama és Madara közötti párharc később ismét kiújult, melyből végül Hasirama került ki győztesen. Hasirama több farkas démont is birtokolt, melyeket szétosztott a különböző nemzetek között, hogy alakítson ki erőegyensúlyt azok között. Hasirama halála után a hokage címet öccse, Szendzsu Tobirama örökölte. Hasirama egyedi fa típus-technikája segítségével képes volt fát, vagy bármilyen fából készült építményt és eszközt létrehozni. Emellett képes volt több farkas démon erejét is irányítása alatt tartani. Halála után Orocsimaru kihantolta és kinyerte a DNS-ét, melyet 60 konohai gyermekbe oltott be. A kísérletek egyetlen túlélője Jamato volt.
Később Orocsimaru feltámasztja az Elsőt és a Másodikat, hogy a Harmadik ellen harcoljanak. A Harmadik nem tudja velük felvenni a harcot öreg kora miatt, annyit azonban elér, hogy az Első és Második lelkét elzárja, ezzel örök harcra ítélve őket.
Az az érdekes a szereplőben, hogy Hagoromo Ötsutsuki fiának Asura Ötsutsukinak a reinkarnációja aki  Szendzsu és Uzumaki klánok őse, emellett eredetileg Uzumaki Naruto az ő reinkarnációja, de Naruto egyben Hasirama leszármazottja is, mert egy klánba tartozik Hasirama feleségével, Uzumaki Mitoval.
Az eredeti animében Szendzsu Hasirama hangját kölcsönző szeijú Szugo Takajuki, angol szinkronhangja Peter Lurie. Az Animax által sugárzott magyar változatban Bodrogi Attila a magyar hangja.

#### Szendzsu Tobirama
Szendzsu Tobirama (千手扉間; Hepburn: Tobirama Senju) bátyjától, Hasiramától örökölte meg a hokage címet. Hogy ismét megerősítse a szövetséget az Ucsiha klánnal az ő felügyeletük alá helyezte a Avarrejtek Katonai Rendőrség felügyeletét, de ezzel együtt igyekezett is eltávolítani a klánt a falu irányításától. Akárcsak bátyja, Tobirama is csatában vesztette életét. A harcok során víz-alapú technikákat vetett be az ellenségeivel szemben.
Az eredeti animében Szendzsu Tobirama hangját kölcsönző szeijú Horiucsi Kenjú, angol szinkronhangja Peter Lurie. Az Animax által sugárzott magyar változatban Pál Tamás a magyar hangja.

#### Szarutobi Hiruzen
Szarutobi Hiruzen (猿飛ヒルゼン; Hepburn: Hiruzen Sarutobi), a harmadik hokage viselte legtovább Avarrejtek vezetőjének címet. Békeszerető ember, aki az erőszakmentes megoldásokat részesíti előnyben a konfliktusok megoldásában tanácsadói katonai javaslatai helyett. A történet folyamán a bölcsesség forrásaként jelenik meg, aki segíti a fiatalabb generáció tagjait, és egyike azoknak akik emberként bánnak Uzumaki Narutóval, és nem csak a kilencfarkú rókadémon hordozójának tekintik. Fiatal korában Szarutobit a „Professzor” néven emlegették, mivel mély ismeretekkel rendelkezett a falu minden dzsucujáról. Szarutobi képezte ki Dzsiraiját, Orocsimarut és Cunadét. Mivel Orocsimaru mindig is a kedvenc diákja volt, szeretete elvakította és nem látta meg benne a gonoszságra való hajlamot. Mikor Orocsimaru évekkel később megtámadja a falut, Szarutobi kénytelen szembeszállni vele és belátni, hogy súlyos hibát követett el. Kora miatt már képtelen legyőzni Orocsimarut, de utolsó erejéből még sikerül megfosztani korábbi tanítványát a dzsucuk használatától. Miután megakadályozta faluja pusztulását, Szarutobi mosollyal az arcán távozott az élők sorából.
Az eredeti animében Szarutobi Hiruzen hangját kölcsönző szeijú Sibata Hidekacu, angol szinkronhangja Steve Kramer. A Jetix és az Animax által sugárzott magyar változatban egyaránt Szokolay Ottó hangján szólal meg.

#### Namikaze Minato
Namikaze Minato (波風ミナト; Hepburn: Minato Namikaze) a negyedik hokage, Uzumaki Naruto édesapja. Naruto és apja számos tulajdonságukban hasonlítanak, de kettejük kapcsolatába csak a sorozat Második része enged betekintést. Minato Dzsiraija diákja volt, majd később Hatake Kakasi tanára lett. Minato legendának számított a nindzsák között, az ellenséges faluk katonáiknak parancsba adták, hogy azonnal vonuljanak vissza ha meglátják őt a harcmezőn. A „Konoha Sárga Villanása” (木ノ葉の黄色い閃光; Konoha no Kíroi Szenkó) becenevét arról kapta, hogy egész hadtesteket volt képes megsemmisíteni egy szempillantás alatt. Minato még a sorozat története előtt hunyt el a kilencfarkú rókadémon támadása során, mikor a démont fia, Naruto testébe ejtette fogságba.
Az eredeti animében Namikaze Minato hangját kölcsönző szeijú Morikava Tosijuki.

#### Cunade
Cunade (綱手; Hepburn: Tsunade) a harmadik hokage volt tanítványa és az első hokage unokája, akit emiatt a sorozat több szereplője is hercegnőnek szólít. Származása ellenére Cunade nem fogadta örömmel mikor megörökölte a hokage címet. Ennek oka, hogy a testvére és a szerelme is emiatt haltak meg, hogy mindketten hokagék akartak lenni. Cunade így elveszítette hitét a hokage cím eszményében. Ez a hozzáállása azonban gyökeresen megváltozik, miután megismerkedik Uzumaki Narutóval, aki eltökéltségével képes minden akadályt maga mögé utasítani, hogy egyszer hokage váljék belőle. Cunade végül elfogadja helyzetét és pozícióját mint az ötödik hokage, hogy addig védelmezze Avarrejteket, amíg Naruto meg nem érik rá, hogy leváltsa őt.
Pozíciója fontossága ellenére Cunade előszeretettel bújik ki kötelességei elől, amiket így segédeire hagy. Komoly ügyekben azonban megbízható vezető, a Második rész folyamán a falu harcosait maga vezeti az Akacuki ellen. Cunade több olyan tulajdonsággal is rendelkezik, ami miatt nehezen jön ki a sorozat más tagjaival. Megrögzött szerencsejátékos, viszont igen balszerencsés. Ha azonban véletlenül mégis nyer, baljós előjelet lát benne. Annak ellenére, hogy már az ötvenes éveiben jár, mindig úgy jelenik meg mintha húszéves lenne, és emellett kihangsúlyozza karakteresen nagy melleit is. Kissé különc természete ellenére Cunade tehetséges nindzsa; emberfeletti erejével épületeket is képes ledönteni. Gyógyító képességei is kimagaslóak, melyet saját magán is képes alkalmazni, így a harcok során szinte legyőzhetetlenné válik. Az Első rész végén pártfogásába veszi Haruno Szakurát, és megtanítja őt mindkét kiemelkedően erős képességének használatára.
A Második részben mikor Pain megtámadja Avarrejteket, Cunade minden csakráját elhasználja, hogy a falubelieket védelmezze és egy időre kómába esik. A negyedik nagy nindzsaháborúban a többi kagéval együtt a Kabuto által feltámasztott Ucsiha Madarával veszi fel a harcot.
Az eredeti animében Cunade hangját kölcsönző szeijú Kacuki Maszako, angol szinkronhangja Debi Mae West. Az Animax által sugárzott magyar változatban Cunade Antal Olga hangján szólal meg.

#### Simura Danzó
Simura Danzó (志村ダンゾウ; Hepburn: Danzō Shimura) az ANBU gyökér parancsnoka. Az egyik legidősebb avarrejteki lakos, aki úgy gondolja, hogy a korábbi hokagék a békét a falu lakóinak legfontosabb érdekei fölé helyezték. Egyike azon személyeknek, akik elrendelték az Ucsiha-mészárlást. A Második rész folyamán Danzó ellenezte Cunade döntéseit és titokban megpróbálta megöletni Szaszukét. Miután Avarrejtek elpusztult, Danzó meggyőzte a Tűz földjének földesurát, hogy ő legyen az ideiglenes hatodik hokage. Nem sokáig töltötte be pozícióját ugyanis az öt kage találkozójáról visszaúton szembekerült Ucsiha Madarával, Ucsiha Szaszukéval és Karinnal. A kemény harc alatt megtudjuk, hogy Danzó karját tömérdek saringan borítja, amelyekkel az a célja, hogy a kilencfarkút irányítsa, ám Ucsiha Szaszuke súlyosan megsebesíti és Danzó saját kezűleg vet véget életének.
Danzó képességei közé számtalan szél elemű technika mellett hozzátartozik az izanagi nevű technika, mellyel képes a valóság és az illúzió közti határt lebontva megtörtént eseményeket illúzióvá tenni. A technika egyébként a sintó isten, Izanagi után kapta a nevét.
Az eredeti animében Simura Danzó hangját kölcsönző szeijú Ito Hirosi, angol szinkronhangja William Frederick Knight.

### Homok Testvérek
A Homok Testvérek Homokrejtek falujának nindzsái, és a falu vezetőjének, a negyedik kazekagénak a gyermekei. Eredetileg azért érkeztek Avarrejtekbe, hogy részt vegyenek az éves Nagy Csúnin-választó Vizsgán és hogy titokban segítsék a közelgő inváziót a falu ellen. Uzumaki Naruto hatásának köszönhetően azonban később már mint Avarrejtek szövetségesei jelennek meg, hogy segítsenek visszahozni Ucsiha Szaszukét Orocsimaru nindzsáitól. Kisimoto visszatérésük előtt új öltözékeket tervezett a szereplők számára, egyrészt azért, mivel a régieket túl bonyolult és időigényes volt megrajzolni, másrészt azért, hogy ezzel is szimbolizálja új barátságukat Avarrejtek harcosaival.

#### Gára
Gára (我愛羅; Hepburn: Gaara) a legfiatalabb a testvérek között. Kisimoto Uzumaki Naruto ellentétének alkotta meg, hasonló háttérrel, de merőben különböző személyiségjegyekkel. Születéskor apja élő fegyvert akart csinálni Gárából, azzal, hogy egy igen erős és veszélyes farkas démont, az egyfarkú Sukakut (一尾の守鶴) ülteti fia testébe. Miután ez végbement, hasonlóan Narutóhoz, Gára is megalázó helyzetbe süllyedt a faluban, amiért egy démon lakott a testében. Miután egyszer egyik rokona is megpróbálta meggyilkolni emiatt, Gára érzelmileg bezárkózott és szadista hajlamai alakultak ki; azért gyilkot meg másokat, hogy bizonyítsa saját létezésének jogosultságát. Az Avarrejtek elleni invázió és a Narutóval vívott harc után Gára személyisége megváltozott: hajlandó lett másokon segíteni, hogy ezúttal így bizonyítsa létezése jogosultságát, valamint a Második rész folyamán elfoglalta megboldogult apja pozícióját is saját falujában.
Az eredeti animében Gára hangját kölcsönző szeijú Isida Akira, angol szinkronhangja Liam O’Brien. A Jetix magyar változatában Gára Tóth Roland, az Animax által sugárzott magyar változatban pedig Szalay Csongor hangján szólal meg.

#### Kankuró
Kankuró (カンクロウ; Hepburn: Kankurō) a második legidősebb a három testvér között. A sorozat első felében állandó konfliktusban áll Gárával, de visszafogja indulatait, mivel fél, hogy testvére megöli. A Második részben, miután Gára kiönti szívét Kankurónak álmairól és vágyairól, Kankuró védelmébe veszi Gárát és nem hagyja, hogy bármi rosszat mondjanak testvéréről. Mikor Gárát elrabolják, Kankuró saját életét is kockáztatja, hogy megmentse őt. Kankuró igen tehetséges a báb-technikában. Három bábja Karaszu (烏; varjú; Hepburn: Karasu), Kuroari (黒蟻; fekete hangya; Hepburn: Kuroari) és Szansóuo (山椒魚; szalamandra; Hepburn: Sanshōuo). Karaszut támadásara, Kuroarit csapdaként, Szansóuot pedig védekezésre használja. Kankuró bábjait a Második részben azok alkotója, Szaszori pusztítja el.
Később Szaszori báb holttestét használja fegyverként és régi bábjait is újraépíti.
Az eredeti animében Kankuró hangját kölcsönző szeijú Kasze Jaszujuki, angol szinkronhangja Michael Lindsay. A Jetix magyar változatának első évadában Kankuró Szvetlov Balázs, majd azt következő epizódokban pedig Előd Botond hangján szólal meg. Az Animax által sugárzott magyar változatban Kankuró magyar hangja szintén Szvetlov Balázs maradt.

#### Temari
Temari (テマリ) a legidősebb a testvérek közül. Ellentétben viszályt kedvelő öccseivel, Temari inkább békepárti és nem támogatja Homokrejtek háborús terveit Avarrejtek ellen. Ezt a magatartását a Második részben is megőrzi, és összekötő szerepet vállal Homokrejtek és Avarrejtek között a béke megőrzése érdekében. Akárcsak testvérei, Temari is csak ritkán szerepel a történetben, megjelenései alkalmával gyakran Nara Sikamaru társaságában látható. Temari fegyvere egy nagy vas legyező, amivel erős széllökéseket képes előidézni és ezzel még harcteret és a terepviszonyokat is képes megváltoztatni. Temari emellett hamar képes felismerni ellenfele stratégiáját és gyenge pontjait.
Az eredeti animében Temari hangját kölcsönző szeijú Paku Romi, angol szinkronhangja Tara Platt. A Jetix magyar változatában Temari Vadász Bea, az Animax által sugárzott magyar változatban pedig Györfi Anna hangján szólal meg.

### Dzsincsúrikik
A dzsincsúrikik a farkas démonok tárolására használt emberek, de az egyfarkú dzsincsúrikije Gára előtt egy homokrejteki pap teáskannája volt. Jelenleg emberek birtokolják az összes farkas démont. Két démont nem láttunk viszont elkapva: Koukót, az ötfarkút és Csómeit, a hétfarkút.

#### Amaru
A Reibi (nullafarkú) "dzsincsúrikije", de valójában Reibi csak az ő rossz oldala. Egy faluban élt, ahol nem szerették. A Második rész Második mozifilmjében szerepelt, mint orvostanonc, és egy orvosmestertől tanult, Shino-tól, aki az egyetlen ember volt aki szerette őt (Naruto után). Fiús természete van, de Naruto rájött hogy valójában lány.

#### Bunpuku
Homokrejtek egykori papja, Sukaku első dzsincsúrikije. Homokrejtek lakói börtönben tartották, és úgy kezelték, mintha ő maga lenne Sukaku (mint Gárát), de ez őt nem zavarta. Azt tartotta, hogy nincs értelme különbséget tenni ember és fenevad között, és saját szívéből szerette Sukakut. Amikor a halálán volt, Sukakut belepecsételte a saját teáskannájába, így meghalt.

#### Ní Jugitó
Felhőrejtek egy dzsónin szintű nindzsája. Matabi, azaz a 2-farkú dzsincsúrikije. Csak a Második részben szerepel. Amikor Hidan és Kakuzu eljöttek érte, belecsalta őket a csapdájába, aztán teljesen átváltozott Matabivá. Hidan támadása viszont legyőzte, és kiszívták belőle a 2-farkút amit Jugitó már nem élt túl.

#### Nohara Rin
Kakashi és Obito volt csapattársa a Minato-csapatban. (Vér)ködrejtek nindzsái pecsételték bele Isobut (azaz a 3-farkút). Miután ez megtörtént, belerohant Kakashi chidori-jába, és meghalt.

#### Jagura
Ködrejtek Negyedik Mizukagéja, Iszobu második dzsincsúrikije. Az ő korában rengeteg nindzsa elhagyta ködrejteket, azaz az ő korában "vérködrejteket" a kegyetlen akadémiai vizsga miatt részben. A ködrejteki 7 kardforgatók egyik utóbbi tagja, Hosigaki Kiszame rájött hoy csak Ucsiha Madara azaz Tobi irányítja egy gendzsucuval. Amikor Deidara és Tobi elmentek begyűjteni Iszobut, a 3-farkút, magába látták járkálni ködrejtekben, szóval valahogyan megtört a pecsét, de még nem is mutatták. Még a Második részben is csak beszéltek róla.

#### Rósi
Sziklarejtek kóborló S osztályú nindzsája. A Második részben másodpercek alatt látjuk szerepelni, mikor Kiszame begyűjtötte őt és Szon Gokút, a 4-farkút.

#### Han
Keveset tudni róla. Amit tudunk róla hogy egy Sziklarejteki S osztályú nindzsa, és az 5-farkú Kouko dzsincsúrikije, valamint abszolút erős.

#### Utakata
Ködrejtek, azaz akkor még vérködrejtek volt nindzsája, szökött nindzsa. Mielőtt elszökött volna, mestere ki akarta belőle szedni a démonját, Szaikent, a 6-farkút. A démon ellenállt mesterének és meg is ölte, Utakata pedig elhagyta vérködrejteket. Először a Második részben a Cucsigumo klán hegyi rejtekhelyén láthatjuk amint a Cucsigumo klán vezetőjének, En no Gjodzsának lányunokáját, Hotarut védelmezi. Ütközik ANBU-k ba, akik Curugi vezetésével vissza akarják vinni az akkor már újra ködrejtekbe. Egy óriási kalamajka után Hotaru mestere lesz, és szándékozza megkérni Curugit hogy hadd legyen szabad, de Curugit és az ANBU társait egy Pain által idézett Rinnengan szemű bika megölte. Utakatát, miután értesül erről és odasiet, harcképtelenné teszik, majd kiszívják a 6-farkút.

#### Fú
Nem igazán szerepel a sorozatban (csak a második rész végén), csak úgy mint a 7-farkúnak Csómeinek a dzsincsúrikije. A második rész végén kiderül, hogy a két rész között levő csúnin vizsgán is részt vett, illetve, hogy Vizesérrejtek vezetőjének volt a felügyelete alatt, és csak annyiban volt korlátozva, hogy nem hagyhatta el a falut. A második rész 430. részében kiderül, hogy tetszik neki Gára.

#### Fukai
Másik nevén Kék Méh. Gyuuki harmadik dzsincsúrikije, előtte Fukai apja, illetve Harmadik Raikage A (az első 4 Raikagénak "A" a neve), azaz Fukai nagybátyja. Orocsimaru dühítette fel a nyolcfarkút, így az kitört belőle, és ő meghalt.

### A Ködrejteki Hét Kardforgató
Valójában nem hét, hanem tizenegy, de hét kard van, és egyszerre csak hét volt. A legtöbb tag akkor halt meg, amikor a 3. Sinobi Világháborúban szembekerültek Maito Dai-al Gai apjával.

#### Akebino Dzsinin
A Ködrejtek Hét Kardforgatójának tagja, a Kabutovari (sisakzúzó) forgatója. A negyedik sinobi világháborúban Kabuto feltámasztotta, itt Sai pecsételte le. Kusimaru mellett ő az egyetlen, aki halála után nem örökölte senki a kardját.

#### Biva Dzsúzó
A Kubikiri Bócsó (nyúzóbárd) legelső forgatója. Túlélte az összecsapást Maito Dai-al, ezután csatlakozott az Akacukihoz ahol Itacsi társa lett. Jagura ölte meg. A kardot Momocsi Zabuza, Daikoku Tenzen, Hózuki Szuigecu majd Hatake Kakasi örökölte.

#### Csódzsuró
Az egyetlen még élő tagja a Hét Kardforgatónak. A hatodik mizukage. A kardja a Hiramekarei (ikerpenge) ami tudja változtatni a méretét. Második forgatója kardjának, előtte egy ismeretlen nevű ninja forgatta, aki belehalt a Maito Dai-al való összecsspásba.

#### Hosigaki Kiszame
Lásd: Hosigaki Kiszame

#### Hózuki Mangecu
A Köd 7 kardforgatójának legügyesebb tagja. Hózuki Szuigecu testvére, a Második Mizukage, Hózuki Gengecu rokona. Az összes kardot tudja forgatni.

#### Kuriarare Kusimaru
A Nuibari (varrótű) forgatója, ami egy olyan kard, hogy keresztülmegy néhányszor egy ember testén, és a tű végére kötött fonál segítségével irányítja. Halála után senki sem örökölte a kardját.

#### Kuroszuki Raiga
Lásd: Kuroszuki Raiga

#### Momocsi Zabuza
Lásd: Momocsi Zabuza

#### Munasi Dzsinpacsi
A Shibuki (loccsantó) kard forgatója, ami robbantani tud. A második forgatója kardjának, előtte ismeretlen nevű személy forgatta a kardját, aki belehalt a Maito Dai-al való ütközetébe.

#### Ringo Amejuri
Az egyetlen női kardforgató. A neve jelentése almás cukor. Erős és kegyetlen. A kardja a Kiba (agyar) nevű ikerpenge, ami villámot csinál. A 3. világháború előtt meghalt betegségben. Halála után Kuroszuki Raigához került a kard, aki öngyilkos lett.

#### Szuikazan Fuguki
A Szamehada (cápabőr) legelső forgatója. Raiga és Dzsúzó mellett ő élte egyedül túl az összecsapást Maito Dai-al. Kiszame ölte meg, hogy övé legyen a kard. Egyéb forgatója Gyilkos Méh.

### Egyéb mellékszereplők

#### Umino Iruka
Umino Iruka (うみのイルカ; Hepburn: Iruka Umino) Avarrejtek egyik nindzsája és a Nindzsa Akadémia egyik oktatója. Kisimoto Maszasi eredetileg Irukát „gonosz” szemekkel és erőteljes arccsontokkal tervezte meg, a végső változat ezt a megjelenést azonban már egyáltalán nem tükrözi. Iruka szüleit még gyermekkorában veszítette el, akiket az a kilencfarkú rókadémon gyilkolt meg, ami Uzumaki Naruto testében raboskodik. Ennek ellenére nincsenek ellenséges érzelmei Narutóval szemben, sőt, egyike azoknak a szereplőknek akik már a sorozat elején is emberként bánnak a fiatal nindzsatanonccal. Naruto egyfajta apafiguraként tekint Irukára, aki nagyon bízik a fiú képességeiben és abban, hogy egyszer nagy nindzsa válik belőle.
Az eredeti animében Iruka hangját kölcsönző szeijú Szeki Tosihiko, angol szinkronhangja Quinton Flynn. A Jetix és az Animax által sugárzott magyar változataiban egyaránt Iruka Moser Károly hangján szólal meg.

#### Szarutobi Konohamaru
Szarutobi Konohamaru (猿飛木ノ葉丸; Hepburn: Konohamaru Sarutobi) Szarutobi Aszuma unokaöccse, és a harmadik hokage unokája, aki nevét Avarrejtek után kapta. Konohamaru szeretne kilépni nagyapja árnyékból és egyszer ő maga is a falu vezetője akar lenni. Uzumaki Narutóra, aki szintén ezt a célt tűzte ki maga elé, erkölcsei és eltökéltsége miatt példaképként és mentorként tekint, akinek még jellegzetes dzsucuját, a Raszengant is elsajátította. Mivel ennyire tiszteli Narutót, a hokage pozícióját is csak ő utána lenne hajlandó elfoglalni. Kisimoto Maszasi eredetileg az szerette volna, hogy Konohamaru Naruto fiatalabb „kiadása” legyen, de minden próbálkozásának végeredménye a főhős gyenge utánzata lett. Kisimoto végül kicsi, morcos szemeket rajzolt Konohamarunak, amivel már saját maga is meg volt elégedve.
Az eredeti animében Konohamaru hangját kölcsönző szeijú Ótani Ikue, akit néha Koike Akiko helyettesített. Angol szinkronhangja Colleen O’Shaughnessey. A Jetix és az Animax által sugárzott magyar változataiban egyaránt Konohamaru Penke Bence hangján szólal meg.

#### Dzsiraija
Dzsiraija (自来也; Hepburn: Jiraiya) Avarrejtek egyik nindzsája, Naruto tanítója. Kisimoto bevallása szerint az általa a sorozatban létrehozott tanár-diák kapcsolatok között a Naruto–Dzsiraija páros áll a legközelebb a szívéhez. Gyermekkorában Dzsiraija Szarutobi Hiruzen, a harmadik hokage gyámsága alá tartozott két csapattársával, Cunadéval és Orocsimaruval együtt. Dzsiraija a „Béka-bölcs” (蝦蟇仙人; Hepburn: Gama Szennin) néven is ismert különleges, a békákhoz kötődő dzsucuja miatt. Bár még mindig Avarrejtek nindzsáihoz tartozik, gyakran kel vándorútra és csak ritkán tartózkodik a faluban. Dzsiraija nyíltan élvhajhász, aki saját magát „szuper perverzként” jellemzi, és több bestseller felnőtt regény szerzője a sorozatban. Az Első rész folyamán Dzsiraija tanítványának fogadja Narutót, majd a Második részben visszatér a fiúval falujába, miután tudomást szerez az Akacuki nevű bűnszervezet terveiről.
Az eredeti animében Dzsiraija hangját kölcsönző szeijú Ócuka Hócsú, angol szinkronhangja David Lodge. A Jetix és az Animax által sugárzott magyar változataiban egyaránt Dzsiraija Vass Gábor hangján szólal meg.

#### Sizune
Sizune (シズネ; Hepburn: Shizune) Avarrejtek egyik nindzsája, Cunade segéde. Nagybátyja halála után Cunadéval elhagyta a falut, aki az évek folyamán gyógyító technikákat tanított neki. Annak ellenére, hogy gyógyító, Sizune a harcok során leggyakrabban mérgeket vet be, például mérgezett tűket, vagy mérges gázt. Sizune egyike azon személyeknek, akikben Cunade feltétel nélkül megbízik és képes olyan részleteket is felfedezni, amik felett Cunade könnyen elsiklik. A Második rész folyamán Sizune ezen képessége próbára tette kettejük viszonyát, mikor Sizune megkérdőjelezte Cunade egyik döntését. Sizune később az Akacuki nevű bűnszervezet vezére, Pain után kezd nyomozni, de ennek során az elfogta őt és még mielőtt Sizune bármit is elmondhatna felfedezéséről Cunadénak, Pain eltávolítja a nő lelkét a testéből.[forrás?]
Később feltámadt Nagato egyik technikájának segítségével.
Az eredeti animében Sizune hangját kölcsönző szeijú Nemoto Keiko, angol szinkronhangja Megan Hollingshead. Az Animax által sugárzott magyar változatában Sizune Törtei Tünde hangján szólal meg.

#### Csijo
Csijo (チヨ; Hepburn: Chiyo) Homokrejtek falujának egyik tanácsadója, aki először a Második rész folyamán tűnik fel. Igen bizalmatlan más faluk nindzsáival szemben, és ügyes diplomáciával Homokrejtek katonai hatalmát erősíti. A nindzsák közötti háborúk során, a mérgekben való jártasságával is támogatta Homokrejteket, de erőfeszítéseinek nagy részét Cunade meghiúsította. Csijo képzett bábjátékos és értékes tudását unokájának, Szaszorinak is átadta. Mikor a Második részben Szaszori elrabolja Gárát, Homokrejtek vezetőjét, Csijo csatlakozik Avarrejtek nindzsáihoz akik a megmentésére sietnek. Cunade tanonca, Haruno Szakura segítségével Csijonak végül sikerül végeznie unokájával, de erőfeszítései és áldozata ellenére Gára életét már nem sikerül megmentenie. A Homokrejtek és Avarrejtek között kialakult őszinte baráti viszony annyira megindítja a nőt, hogy feláldozza saját életét, hogy Gárát újra életre keltse, abban a reményben, hogy a békés kapcsolat így szintén tovább fog élni.
Az eredeti animében Csijo hangját kölcsönző szeijú Tani Ikuko, angol szinkronhangja Barbara Goodson.

#### Szai
Szai (サイ; Hepburn: Sai) a Második részben mutatkozott be és csatlakozott a 7-es Csapathoz Ucsiha Szaszuke távozását követően. A fiú fiatal kora óta az ANBU tagja volt, ahol arra képezték ki, hogy nyomjon el minden érzelmet. Azonban nem sokkal azután, hogy megismerkedett Uzumaki Narutóval, láthatóan vágyni kezdett a baráti kapcsolatokra. Ezeket az érzelmi kötelékeket először igen esetlen módon próbálja kialakítani, és modorával kezdetben sokakat meg is bánt, de idővel tanul a hibáiból. Szai szabad idejében szívesen fest és rajzol. Művészi hajlamát és tehetségét a harcok során is kamatoztatja: mindaz, amit lefest egy tekercsre amit a csatákba magával visz, a harcok során megelevenedik. Ezek a megelevenedő rajzok általában állatok.
Az eredeti animében Szai hangját kölcsönző szeijú Hino Szatosi, angol szinkronhangja Benjamin Diskin.

#### Jamato
Jamato (ヤマト; Hepburn: Yamato), valódi nevén Tenzó (テンゾウ; Hepburn: Tenzō) a Második részben tűnik fel először, hogy átmenetileg átvegye Hatake Kakasitól a 7-es Csapat vezetését, majd Kakasi visszatérése után is a csapattal marad szintén vezetői beosztásban. Annak ellenére, hogy a „Jamato” kódnevet csak akkor kapta mikor csatlakozott a 7-es Csapathoz, szívesebben használja ezt mint a valódi nevét. Jamatón csecsemő korában Orocsimaru kísérleteket hajtott végre, azzal a céllal, hogy lemásolja az első hokage egyedülálló képességeit. Mielőtt ellenőrizhette volna az eljárás sikerét, Orocsimarunak menekülnie kellett Avarrejtekből, így már nem tudhatta meg, hogy Jamato valóban sikeresen elsajátította a fa típus használatát. Jamato ezen képességével bármit képes fából megteremteni, akár egy két emeletes házat is a kényeleme kedvéért. A fa típus segítségével Jamato képes továbbá elnyomni egy farkas démon befolyását a gazdateste felett. Ezen képessége volt a fő oka, amiért a 7-es Csapathoz került, mivel így képes megfékezni Uzumaki Narutót ha a benne élő kilencfarkú rókadémon elszabadulna.
Az eredeti animében Jamato hangját kölcsönző szeijú Kojama Rikija, angol szinkronhangja Troy Baker.

#### Gyilkos Méh
Gyilkos Méh (キラービー; Kirábí; angol nyelvterületen Killer Bee) Felhőrejtek nindzsája, a negyedik raikage öccse. A Második rész folyamán mutatkozik be, mint az egyik hordozó, akit az Akacuki nevű bűnszervezet el akar fogni a sorozat főszereplője, Uzumaki Naruto mellett. Ő a dzsincsúrikije az usi-oni-szerű (ökörpolip) Nyolcfarkúnak, a belé pecsételt démon fölött teljes kontrollt gyakorol. Harc közben az óriási erejét felhasználva növeli a hatékonyságát a birkózás-szerű támadásainak. Emellett tehetséges a kardforgatásban is, képes egyszerre nyolc kardot használni. Gyilkos Méh a jelenlegi negyedik raikage, A (エー; Hepburn: Ē) öccse, aki Felhőrejtek védelmezője. Gyilkos Méh enka énekes, gyakran rímekben, rappelve beszél, akár harc alatt is, s ha egy új rímet talál azt feljegyzi.
Az eredeti animében Gyilkos Méh hangját kölcsönző szeijú Egava Hiszao.

#### Kurama
Kurama (蔵馬), ismertebb nevén a kilencfarkú rókadémon vagy Kyuubi (九尾の妖狐; Kjúbi no Jóko) a leghatalmasabb a farkas démonok között, aki a természet ősi, pusztító erejének tekintenek; egyetlen farkának csapásával képes szökőárt kelteni vagy hegyeket elpusztítani. A démon tizenkét évvel a sorozat cselekmény előtt támadt rá Avarrejtekre. A falut a negyedik hokage mentette meg a teljes pusztulástól; feláldozta életét azért, hogy a démont fia, Uzumaki Naruto testébe zárja. A történet folyamán Naruto megpróbál úrrá lenni a róka befolyásán és megzabolázni annak erejét, mely segítségével olyan dzsucukat képes végrehajtani, melyek egy hozzá hasonló szintű nindzsa számára lehetetlen lenne. Ezzel egy időben a róka is megpróbálja átvenni az uralmat Naruto felett, annak dühét felhasználva a fiú ellen. Ahogyan Naruto egyre jobban hozzáfér a démon erejéhez, a rókát fogva tartó pecsét is egyre gyengül, és ha teljesen megszűnik, a démon ismét kiszabadul.
Az eredeti animében a kilencfarkú rókadémon hangját kölcsönző szeijú Genda Teszsó, angol szinkronhangja Paul St. Peter. Az Animax által sugárzott magyar változatában Bolla Róbert a magyar hangja.

## Merchandise-termékek
A sorozat sikere nyomán számos, a Narutóhoz kötődő termék készült, melyek között megtalálhatóak a ruházati cikkek, hátizsákok, kiegészítők és a szereplők teljes öltözetét utánzó cosplay-jelmezek. A Naruto szereplőiből játékok, kulcstartók, plüss- és akciófigurák, valamint korlátozott, kis darabszámban számban legyártott szobrok is készültek. A szereplők tovább posztereken, tapétákon és gyűjtögetős kártyajátékok lapjain is szerepeltek.

## A szereplők fogadtatása
A Naruto szereplőinek megítélése igen vegyes, egyaránt kaptak pozitív és negatív kritikákat más anime- és mangakiadóktól valamint egyéb médiától. Az Active Anime kedvezően értékelte a szereplők egyszerűségét, azok kiforrott személyiségét és az őket motiváló hátteret, valamint kiemelte az érzelmi kapcsolatokat és azok fejlődését a történetek folyamán. Az Anime Boredom hasonlóképpen értékelte a szereplőket, akiket jól kidolgozottnak és ötletesen kialakítottaknak nevezett, akik segítségével a sorozat sikeresen és hitelesen ötvözi a vígjáték, a kaland és a dráma jegyeit. Ezzel szemben a T.H.E.M. Anime Reviews a sorozat szereplőit más, tipikus sónen-szereplők másolatainak nevezte, melyek közül sokan nem ébresztenek szimpátiát az olvasókban és nézőkben. A T.H.E.M. Anime Reviews második kritikája már jóval kedvezőbben ítélte meg a Naruto szereplőit, kiemelve Uzumaki Narutót, aki sónen-elődei legjobb tulajdonságait ötvözi magában. A sorozat többi szereplőjének személyiségét Naruto karizmatikus és közkedvelt, valamint Szaszuke rideg és kimért természetének közötti átmeneteként értékelte, ami megnehezíti, hogy bárki komolyan azonosuljon velük. A Mania véleménye szerint a sorozat szereplőiből hiányzik az igazi mélység és megfelelő háttér, melyek más sónen-sorozatokban megtalálhatóak és a cselekmény központjában egyedül a harci jelenetek állnak. A brit Neo manga és anime magazin a Naruto-szereplőket igen „fárasztóaknak” jellemezte, ugyanakkor kiemelte a sorozat „már szinte beteges függőségét” a jellemek megformálása terén.
A szereplők külső megjelenése a mangában és az animében szintén több kritikának volt tárgya. Az Anime News Network pozitívan értékelte a sorozat szereplőinek egyedi öltözékét, hajviseletét, arcát és személyiségét, mely könnyen megkülönböztethetővé tette őket, valamint dicsérte Kisimoto érzékét az emberi test és a mozgás ábrázolása terén. A T.H.E.M. Anime Reviews ezzel szemben Kisimotót átlagos rajzolóként jellemezte és hangsúlyozta a manga stílusának igen szegényes átültetését az animébe. A T.H.E.M. második kritikája mindemellett kiemelte, hogy az anime rajzolói képesek kielégíteni a manga rajongóinak minden igényét, bár ezzel együtt is vegyes érzelmeket kelthet a nézőben.

## Szinkronhang-táblázat
| Név               | Japán hang | Angol hang                                                                      | 1. Magyar hang (Jetix)                             | 2. Magyar hang (Animax)                                                                        |
| ----------------- | --- | ------------------------------------------------------------------------------- | -------------------------------------------------- | ---------------------------------------------------------------------------------------------- |
| Uzumaki Naruto    | Takeucsi Dzsunko | Maile Flanagan                                                                  | Kilényi Márk                                       | Előd Botond                                                                                    |
| Ucsiha Szaszuke   | Szugijama Noriaki | Yuri Lowenthal                                                                  | Pálmai Szabolcs                                    | Pálmai Szabolcs                                                                                |
| Haruno Szakura    | Nakamura Csie | Kate Higgins                                                                    | Urbán Andrea                                       | Csondor Kata (1-2. évad) Wégner Judit (3. évadtól)                                             |
| Hatake Kakasi     | Inoue Kazuhiko | Dave Wittenberg                                                                 | Crespo Rodrigo                                     | Crespo Rodrigo (1-4. évad) Holl Nándor (5. évadtól)                                            |
| Orocsimaru        | Kudzsira Jamagucsi Juriko (fiatal női test #1) Kodzsima Szacsiko (fiatal női test #2) Jamagucsi Majumi (gyerek test) | Steven Blum Mary Elizabeth McGlynn (fű nindzsa) Michelle Ruff (fiatal női test) | Láng Balázs Kerekes Andrea (fű nindzsa)            | Láng Balázs Maday Gábor (169. epizódtól) Zborovszky Andrea (fű nindzsa) Kiss Virág (fiatal nő) |
| Inuzuka Kiba      | Toriumi Kószuke | Kyle Hebert                                                                     | Czető Ádám (1. évad) Baráth István (2. évadtól)    | Baráth István                                                                                  |
| Aburame Sino      | Kavada Sindzsi | Derek Stephen Prince Sam Riegal (23-24. epizód)                                 | Szabó Máté                                         | Szkárosi Márk                                                                                  |
| Hjúga Hinata      | Mizuki Nana | Stephanie Sheh                                                                  | Kántor Kitty                                       | Szabó Zselyke                                                                                  |
| Júhi Kurenai      | Ocsiai Rumi | Mary Elizabeth McGlynn Saffron Henderson (3 epizód erejéig)                     | ?                                                  | Sági Tímea                                                                                     |
| Akimicsi Csódzsi  | Ito Kentaro | Robbie Rist                                                                     | Kapácsy Miklós                                     | Pipó László Minárovits Péter (197. epizódtól)                                                  |
| Nara Sikamaru     | Morikubo Sovtaro Canna Nobutosi (141. epizód)                                                                        | Tom Gibis                                                                       | Morassi László                                     | Morassi László                                                                                 |
| Jamanaka Ino      | Juzuki Rjóka | Colleen O’Shaughnessey                                                          | Mics Ildikó                                        | Bogdányi Titanilla                                                                             |
| Szarutobi Aszuma  | Kosugi Dzsúróta | Doug Erholtz                                                                    | Juhász Zoltán                                      | Fellegi Lénárd                                                                                 |
| Rock Lee          | Maszukava Joicsi | Brian Donovan                                                                   | Kossuth Gábor                                      | Kossuth Gábor                                                                                  |
| Hjúga Nedzsi      | Tócsika Kóicsi Nemoto Keiko (gyermekkori megjelenés)                                                                 | Steve Staley                                                                    | Sörös Miklós                                       | Sörös Miklós                                                                                   |
| Tenten            | Tamura Jukari | Danielle Judovits                                                               | Mezei Kitty                                        | Zsigmond Tamara (1-2. évad) Mezei Kitty (3. évadtól)                                           |
| Maito Gai         | Ebara Maszasi | Skip Stellrecht                                                                 | Stern Dániel                                       | Varga Rókus                                                                                    |
| Szendzsu Hasirama | Szugo Takajuki | Peter Laurie                                                                    | ?                                                  | ?                                                                                              |
| Szendzsu Tobirama | Horiucsi Kenjú | Peter Laurie                                                                    | ?                                                  | Pál Tamás                                                                                      |
| Szarutobi Hiruzen | Sibata Hidekacu | Steve Kramer                                                                    | Szokolay Ottó                                      | Szokolay Ottó                                                                                  |
| Namikaze Minato   | Morikava Tosijukig                                                                                                   | ?                                                                               | ?                                                  | ?                                                                                              |
| Cunade            | Kacuki Maszako | Debi Mae West                                                                   | ?                                                  | Antal Olga                                                                                     |
| Simura Danzó      | Ito Hirosi | William Frederick Knight                                                        | ?                                                  | ?                                                                                              |
| Gára              | Isida Akira | Liam O’Brien                                                                    | Tóth Roland                                        | Szalay Csongor                                                                                 |
| Kankuró           | Kasze Jaszujuki | Michael Lindsay                                                                 | Szvetlov Balázs (1. évad) Előd Botond (2. évadtól) | Szvetlov Balázs                                                                                |
| Temari            | Paku Romi | Tara Platt                                                                      | Vadász Bea                                         | Györfi Anna                                                                                    |
| Hosigaki Kiszame  | Dan Tomojuki | Kirk Thornton                                                                   | ?                                                  | Kisfalusi Lehel                                                                                |